# Agnes Nielsen
Agnes Nielsen (* 18. Oktober 1894 in Preetz; † 16. Mai 1967 in Kiel) war eine deutsche Politikerin (KPD/SPD/DFU).

## Leben
Nielsen war von Beruf Fürsorgerin. Sie gehörte in den 1920er Jahren der KPD an und kandidierte 1929 für die Kieler Stadtverordnetenversammlung. Im Oktober 1933 wurde sie zusammen mit anderen Kieler Kommunisten verhaftet und im April 1934 zu 21 Monaten Haft verurteilt. Nach ihrer Entlassung nahm sie am Widerstand gegen den Nationalsozialismus teil. Danker und Lehmann-Himmel charakterisieren sie in ihrer Studie über das Verhalten und die Einstellungen der Schleswig-Holsteinischen Landtagsabgeordneten und Regierungsmitglieder der Nachkriegszeit in der NS-Zeit wegen ihrer Widerstandstätigkeit als „oppositionell gemeinschaftsfremd“.
Sie gehörte 1946 dem ersten ernannten Landtag Schleswig-Holsteins für die KPD an. Bereits am 13. März 1946 legte sie ihr Mandat nieder, um weiter als Regierungsrätin im Amt für Volkswohlfahrt tätig sein zu können. Sie war dort zuständige Referentin für die Sonderhilfsausshüsse. 1948 trat sie in die SPD über, da sie befürchtete als KPD-Mitglied ihren Arbeitsplatz beim Amt für Wiedergutmachung in Kiel zu verlieren.
Ab 1961 war sie Mitglied der Deutschen Friedens-Union und wurde aus diesem Grund aus der SPD ausgeschlossen. Sie war Ehrenvorsitzende der VVN.